# 福沢良一
福沢 良一（ふくざわ りょういち、1951年10月31日 - ）は、日本の男性俳優、声優、歌手、演出家。京都府出身。旧芸名は、福沢 良（ふくざわ りょう）。
演技集団 朗/81プロデュース所属。

## 経歴
4歳の頃から本名の吉田勝美名義で劇団こまどりの子役として活動。
1970年に18歳でビクターから演歌歌手としてデビュー。翌年1971年に芸名を「福沢良」に改め、キャニオンからポップス歌手として再デビューし、1972年にCBSソニーから再々デビューをする。
第1子の誕生時、姓名判断で字画を一画増やすことを薦められて芸名を「福沢良一」に改名した。
作曲家・いずみたくに師事し、主にミュージカルや舞台に出演。
1970年代は神谷明、中尾隆聖、内田直哉らとユニット「フォーインワン」を結成し活動。
1973年放送の『ウルトラマンタロウ』では、武村太郎名義で主題歌と挿入歌を歌唱した。
現在は拓殖大学北海道短期大学客員教授も務める。

## 人物
趣味・特技はタップダンス、楽器（ギター、ドラム、ピアノ、他なんでも）。
1973年以前には、『ウルトラマンタロウ』でウルトラの母＝緑のおばさんを演じたペギー葉山が大家を務めたアパート・ドレミファ荘で部屋を借りていた。
書籍類のインタビューを長らく受けなかったために詳細は不明とされていたが、2005年に『タロウ』のDVD発売時にインタビューを受けたのを機に、『タロウ』を取り扱った書籍類などのインタビューを受けている。

## 出演

### テレビ番組
- ぎんざNOW（1972年、司会）
- ミッドナイトリサイタル（レギュラー司会）
- なかよしリズム（1976～78年度、NHK教育）[8]
- 「超豪華！！歌謡史決定版～ザ・ヒットメーカー作詞家・阿久悠40周年記念特別企画」（2005年12月29日、TBSテレビ）※ウルトラマンタロウを歌唱
- 第2回「キングラン アニソン紅白2010 supported by スカパー!」（2010年12月31日、スカパー!スカチャンHD）※ テッカマンの歌、ウルトラマンタロウを歌唱

### テレビドラマ
- 太陽にほえろ! 第88話「息子よ、お前は…」（1974年3月29日、NTV）

### テレビアニメ
- 手塚治虫の旧約聖書物語（1997年、ヴォーカル）
- ぜんまいざむらい（2006年、パラボーラ伯爵）
- BUZZER BEATER（2007年、ロイド）
- ゴルゴ13（2008年 - 2009年、ジャック、バルドー）
- スケアクロウマン（2008年、市長）
- COBRA THE ANIMATION（2010年、人面魚）
- 青の祓魔師 シリーズ（2017年 - 2025年[9]、当主[10]、達磨の父[11]） - 2シリーズ[一覧 1]

### ゲーム
- 零 〜月蝕の仮面〜（2008年）

### 吹き替え

#### 映画
- マペットの夢みるハリウッド（ドクター・ティース/1982年）※LD版[8]
- エクトプラズム 怨霊の棲む家（ニコラス・ポペスク神父〈イライアス・コティーズ〉/2010年）
- ハリー・ポッターと死の秘宝 PART1（マンダンガス・フレッチャー/2010年）
- くまのプーさん（オウル〈歌〉/2011年）
- 美女と野獣（ダルク/2017年）
- プーと大人になった僕（オウル〈歌〉/2018年）

#### テレビドラマ
- WITHOUT A TRACE/FBI 失踪者を追え!
- 野王（チャ・シムボン〈コ・インボム〉）

#### アニメ
- きかんしゃトーマス（マードック）
- くまのプーさん クリストファー・ロビンを探せ!（オウル〈歌〉）
- ちいさなプリンセス ソフィア（マーリン）
- ティガー・ムービー プーさんの贈りもの（オウル〈歌〉）
- ポカホンタス（チーフ・パウアタン首長〈歌〉）

### 人形劇
- ザ・ブック・オブ・プー（オウル〈歌〉）

### 舞台
- 芸術座「巨人の星」（1972年、花形満）
- ミュージカル「おれたちは天使じゃない」（1982、1998 - 2005年）
- ミュージカル「とべ! アンパンマン アンパンマンとおむすびまん」（1983年、ナンカ・ヘンダー）
- 歌麿（1985年、1988年(アメリカ公演)、歌麿)
- サクセス・ストーリー
- プリズム
- 見はてぬ夢（1990、1997 - 1999、2001年、主役）
- 風と共に去りぬ（2003年）
- Steps Musical「boy be…」（2004年1月17 - 25日）
- 第9回東京芸術劇場ミュージカル月間 ミュージカル「カーネギーの日本人」（2007年2月10 - 13日）
- 2007都民芸術フェスティバル助成公演 ミュージカル「月のしずく」（2007年3月17 - 21日）
- Steps Musical「boy be…」（2008年5月15 - 18日）
- 歓喜の歌（2008年11月22 - 30日）
- 劇団岸野組「か・ら・く・り」（2009年10月16 - 25日）
- プリンセス・バレンタイン2～ROCK!PRINCESS～（2011年4月2・3日）
- 夏休み児童青少年演劇フェスティバル「わらし」（2012年8月4日）※演出
- 2012生命(いのち)のコンサート 音楽劇「赤毛のアン」（2012年11月3・4日）
- Steps Musical「組曲楽園」（2012年11月24 - 28日）
- オフ・ブロードウェイ・ミュージカル「グロリアス・ワンズー輝ける役者たちー」（2014年1月22 - 28日）
- ブロードウェイ・ミュージカル「日陰でも110度」（2014年10月20 - 26日）
- ロックミュージカル「ロミオとジュリエット 復活編」（2014年12月16 - 21日）
- KAATキッズ・プログラム2015 親子のためのファミリー・ミュージカル「ピノキオ～または白雪姫の悲劇～」（2015年8月8 - 16日）
- 口笛は誰でも吹ける(Anyone Can Whistle)（2015年12月17～23日）
- 吉田タケオ メモリアル「博品館劇場タップダンスフェスティバル2017」（2017年10月7・8日）※監修
- 坂戸エンターテイメント グランワルツカンパニー「big the Musical」（2018年4月3 - 7日）
- 「ひとり文芸ミュージカル『与謝野ワルツ』～巴里のあなたへ逢いに行く～」（2018年5月9日、第2部『パリの晶子』スペシャルゲスト）
- あ・うん♡ぐるーぷ　第二回公演「侍三銃士」（2018年8月7～9日）
- 吉田タケオ メモリアル「博品館劇場タップダンスフェスティバル2018」（2018年10月6・7日）※監修
- Heart Warming Story「ボクとママと発達障がい／ヘルプマークのトリセツ」（2018年10月17 - 22日）
- 俳優座劇場プロデュース「音楽劇 母さん」（2019年3月4 - 10日）
- しんゆりシアターミュージカル公演「ミラクル」（2019年10月14 - 20日）
- 吉田タケオ メモリアル 25周年記念3「博品館劇場タップダンスフェスティバル2019」（2019年11月2・3日）※監修
- ラ・テンペスタ（2019年11月20 - 24日、セバスチャン(その弟)）
- ミュージカル座「マリオネット」（2020年1月15 - 20日、キノコおじさん）
- ミュージカル座「アワード」（2020年4月15 - 19日）※新型コロナウイルス感染拡大を防ぐ為公演延期
- ミュージカル座「スワンダフル」（2020年7月8 - 13日）※新型コロナウイルス感染拡大を防ぐ為公演中止
- 俳優座劇場プロデュース「音楽劇 母さん」再演（2021年11月19 - 21日）
- 俳優座劇場プロデュース「音楽劇 母さん」再演（2024年3月8 - 10日、紅録・柿親父・支配人）[12]

### オーディオブック
- 海賊とよばれた男（2014年、武知甲太郎）[13]
- 天地明察（2015年、山崎闇斎）
- のぼうの城（2017年、豊臣秀吉）
- セブン セブン セブン: アンヌ再び…（2021年、ひし美ゆり子）

### その他コンテンツ
- シンドバッド・ストーリーブック・ヴォヤッジ（2007年）

## ディスコグラフィー

### シングル
- 吉田勝美名義

| 発売日      | A/B面 | タイトル       | 作詞   | 作曲     | 編曲       | 規格品番 | レーベル | 備考       |
| ----------- | ----- | -------------- | ------ | -------- | ---------- | -------- | -------- | ---------- |
| 1970年 11月 | A面   | 男の恋唄       | 橋本淳 | 中村泰士 | 森岡賢一郎 | POP-3    | ビクター | デビュー曲 |
| 1970年 11月 | B面   | 紅いこころの唄 | 橋本淳 | 中村泰士 | 森岡賢一郎 | POP-3    | ビクター | デビュー曲 |

- 福沢良名義

| 発売日        | A/B面 | タイトル                                     | 作詞                                                    | 作曲                                                    | 編曲       | 規格品番 | レーベル        | 備考                                |
| ------------- | ----- | -------------------------------------------- | ------------------------------------------------------- | ------------------------------------------------------- | ---------- | -------- | --------------- | ----------------------------------- |
| 1971年10月    | A面   | 扉のむこうで                                 | 片桐和子                                                | 神山純                                                  | 馬飼野康二 | A-79     | キャニオン      | 再デビュー曲                        |
| 1971年10月    | B面   | 別れの朝                                     | 片桐和子                                                | 神山純                                                  | 馬飼野康二 | A-79     | キャニオン      | 再デビュー曲                        |
| 1972年        | A面   | 虹と雪のバラード                             | 河邨文一郎                                              | 村井邦彦                                                | 穂口雄右   | SH-3908  |                 |                                     |
| 1972年        | B面   | 札幌オリンピックの唄                         |                                                         | 村井邦彦                                                | 穂口雄右   | SH-3908  | A面のインスト版 |                                     |
| 1973年5月21日 | A面   | 雨が降る                                     | 安井かずみ                                              | 筒美京平                                                | 筒美京平   | SOLB-30  | CBSソニー       | 再々デビュー曲                      |
| 1973年5月21日 | B面   | 永すぎた恋人たち                             | 安井かずみ                                              | 筒美京平                                                | 筒美京平   | SOLB-30  | CBSソニー       | 再々デビュー曲                      |
| 1974年4月     | A面   | 自由であれば                                 | 阿久悠                                                  | 筒美京平                                                | 筒美京平   | SOLB-128 | CBSソニー       |                                     |
| 1974年4月     | B面   | さすらいの男                                 | 河村季里                                                | 葵まさひこ                                              | 葵まさひこ | SOLB-128 | CBSソニー       |                                     |
| 1975年3月     | A面   | ゴッドファーザーPARTIIのテーマ(愛は誰の手に) | 千家和也                                                | Nino Rota                                               | 川口真     | SOLB-267 | CBSソニー       | 『ゴッドファーザー PART II』主題歌  |
| 1975年3月     | B面   | Maybe I Love You                             | さいとう大三                                            | Richard Simon                                           | 馬飼野康二 | SOLB-267 | CBSソニー       |                                     |
| 1975年3月     | A面   | 霧の中へ                                     | 喜多条忠                                                | 浜圭介                                                  | 萩田光雄   | SOLB-390 | CBSソニー       |                                     |
| 1975年3月     | B面   | この愛にすべてを                             | 田山雅充                                                | 田山雅充                                                | 萩田光雄   | SOLB-390 | CBSソニー       |                                     |
| 1976年11月    | A面   | 愛は歩みはじめる                             | 加藤日出男                                              | 山本晃久                                                | 船山基紀   | 06SH-102 | CBSソニー       |                                     |
| 1976年11月    | B面   | わかれ道にしるべはない                       | 加藤日出男                                              | 岡本正                                                  | 船山基紀   | 06SH-102 | CBSソニー       |                                     |
| 1977年8月     | A面   | 都会の片隅で                                 | なかにし礼                                              | 川口真                                                  | 川口真     | 06SH-203 | CBSソニー       | 『刑事コジャック』主題歌            |
| 1977年8月     | B面   | 青い酒場                                     | なかにし礼                                              | 川口真                                                  | 川口真     | 06SH-203 | CBSソニー       |                                     |
| 1978年4月     | A面   | バタフライ                                   | Danyel Gerard, Ralph Barnet                             | Danyel Gerard, Ralph Barnet                             | 高田弘     | 06SH-267 | CBSソニー       | 『おはよう700』キャラバンIIテーマ曲 |
| 1978年4月     | B面   | ホテル・カリフォルニア                       | Don Felder, Don Henley & Glenn Frey、(訳詞：夏目三四郎) | Don Felder, Don Henley & Glenn Frey、(訳詞：夏目三四郎) | 馬飼野康二 | 06SH-267 | CBSソニー       |                                     |
| 1978年4月     | A面   | バタフライ(日本語版)                         | Danyel Gerard, Ralph Barnet (訳詞：兼松正人)            | Danyel Gerard, Ralph Barnet (訳詞：兼松正人)            | 高田弘     | 06SH-339 | CBSソニー       |                                     |
| 1978年4月     | B面   | バタフライ(英語版)                           | Danyel Gerard, Ralph Barnet                             | Danyel Gerard, Ralph Barnet                             | 高田弘     | 06SH-339 | CBSソニー       |                                     |
| 1979年11月    | A面   | Tomorrow                                     | 岩谷時子                                                | いずみたく                                              | 萩田光雄   | 06SH-678 | CBSソニー       | 「福沢良 & BEANS」名義              |
| 1979年11月    | B面   | 今・今・今                                   | 藤田敏雄                                                | いずみたく                                              | 淡野保昌   | 06SH-678 | CBSソニー       | 「福沢良 & BEANS」名義              |
| 発表年不明    | A面   | ナナ                                         | 岩谷時子                                                | 北原じゅん                                              | 蘭広昭     | UE-513   | テイチク        | プロモーション盤                    |
| 発表年不明    | B面   | 甘い誘惑                                     | 佐々木ひろと                                            | 小田啓義                                                | 蘭広昭     | UE-513   | テイチク        | プロモーション盤                    |

- 武村太郎、少年少女合唱団みずうみ名義

| 発売日                   | A/B面 | タイトル           | 作詞   | 作曲   | 編曲   | 規格品番           | レーベル                        | 備考                         |
| ------------------------ | ----- | ------------------ | ------ | ------ | ------ | ------------------ | ------------------------------- | ---------------------------- |
| 1973年4月10日 （1978年） | A面   | ウルトラマンタロウ | 阿久悠 | 川口真 | 川口真 | AMON-5 （TV(H)-47) | 東京レコード （キングレコード） | 『ウルトラマンタロウ』主題歌 |
| 1973年4月10日 （1978年） | B面   | ウルトラ6兄弟      | 阿久悠 | 川口真 | 川口真 | AMON-5 （TV(H)-47) | 東京レコード （キングレコード） | 『ウルトラマンタロウ』挿入歌 |

### その他
- NHK なかよしリズム（1976年、CBSソニー、「福沢良」名義、ひばり児童合唱団との4曲入り17cmコンパクトLP盤2枚発売）
- 0歳から99歳までの童謡 いっしょけんめい/セントバーナード犬と旅びと（WLS-13、オールスタッフ音楽しょっぱん者、「福沢良」、「吉田勝美」名義）

### カバー
- よいこにおくろ テレビ主題歌ヒット・ソング（1980年、CBSソニー）
  - 仮面ライダースーパー1（『仮面ライダースーパー1』OP、「福沢良 & フォーリーズ」名義）
  - 風になれ（『がんばれ元気』OP、「福沢良 & フォーリーズ」名義）
  - 太陽の使者・鉄人28号（『太陽の使者 鉄人28号』OP、「福沢良」名義）
- テレビ主題歌ヒットソング大行進'81（1981年、CBSソニー）
  - 輝け！サンバルカン（『太陽戦隊サンバルカン』挿入歌、「福沢良 & ひばり児童合唱団」名義）
- TVアニメ スーパー・ヒーロー（1983年、CBSソニー）
  - 宇宙刑事シャリバン（『宇宙刑事シャリバン』、「福沢良 & フォーリーズ」名義）
  - ミッドナイト・サブマリン（『未来警察ウラシマン』OP、「福沢良 & フォーリーズ」名義）
  - 科学戦隊ダイナマン（『科学戦隊ダイナマン』、「福沢良 & フォーリーズ」名義）
  - 宇宙刑事ギャバン（『宇宙刑事ギャバン』OP、「福沢良 & フォーリーズ」名義）
  - 大戦隊ゴーグルV（『大戦隊ゴーグルファイブ』OP、「福沢良 & フォーリーズ」名義）
- テレビマンガ大行進 '85（1985年、徳間ジャパン）
  - 電撃戦隊チェンジマン（『電撃戦隊チェンジマン』OP）
  - NEVER STOP チェンジマン（『電撃戦隊チェンジマン』ED）
  - 超電子バイオマン（『超電子バイオマン』OP）
  - 宇宙刑事シャイダー（『宇宙刑事シャイダー』OP）
- テレビマンガ大行進 '85 PART2（1985年、徳間ジャパン）
  - 炎のキン肉マン（『キン肉マン』OP、「吉田勝美」名義）
  - おれが正義だ！ジャスピオン（『巨獣特捜ジャスピオン』OP）
- サンタさんがやってきた!ファミリー・クリスマス ベスト（2021年、キングレコード）
  - ジングル・ベル（「福沢良一、ことのみ児童合唱団」名義）
  - 赤鼻のトナカイ（「福沢良一 、 えびな少年少女合唱団」名義）
  - サンタが町にやってくる（「福沢良一、ことのみ児童合唱団」名義）

### シリーズ一覧
1. ↑  第3期『島根啓明結社篇』（2024年）、第4期『終夜篇』（2025年）

## 参考資料
- 『ウルトラマンタロウ』関連資料
- 『オール・ザットウルトラマンタロウ』ネコパブリッシング、2016年7月。ISBN 9784777019250。